# Samsung Galaxy A70
Samsung Galaxy A70 và A70s đều là điện thoại Android thông minh 2 sim được sản xuất bởi Samsung Electronics. Galaxy A70 ra mắt vào tháng 3 năm 2019 và bắt đầu phân phối bán đi vào cuối tháng 3 cùng năm. Nó sử dụng hệ điều hành Android 9 (Pie) với giao diện người dùng One UI ở thời điểm ra mắt. Đồng thời có hai phiên bản là 128 GB/6 RAM và 8 RAM (có hỗ trợ thẻ nhớ MicroSD) với viên pin dung lượng lên đến 4500 mAh.

## Thông số kỹ thuật

### Hệ điều hành và phần cứng
Samsung Galaxy A70 và A70s đều có màn hình 6.7" FHD+ (1080x2400) Super AMOLED Infinity-U, rất giống A50 và A50s (nhưng màn hình và chiều cao lớn hơn A50 và A50s).
2 điện thoại đều được trang bị chip Snapdragon 675 với dung lượng bộ nhớ trong là 128 GB, (máy có 2 phiên bản là 6 RAM và 8 RAM) hỗ trợ thẻ nhớ MicroSD 1TB.
Kích thước điện thoại là 164.3 × 76.7 × 7.9 mm (6.47 × 3.02 × 0.31 in) và nặng 183 g, với dung lượng pin 4500 mAh.
Điện thoại cũng được trang bị 2 khe sim, lỗ cắm tai nghe 3.5mm, và hỗ trợ sạc nhanh 25W với dây sạc 2 đầu USB-C.

### Camera
Galaxy A70 và A70s đều có cụm 3 camera sau, camera góc rộng có 32MP với khẩu độ f/1.7, camera góc siêu rộng có 8MP với khẩu độ f/2.2, và camera đo chiều sâu 3D 5MP. Cụm 3 camera sau có thể tạo Bokeh vì có camera đo chiều sâu 3D. Máy có camera trước 32MP với khẩu độ f/2.0. Camera cũng có chức năng nhận dạng đến 20 cảnh khác nhau bằng trí tuệ nhân tạo. Camera cũng hỗ trợ quay độ phân giải 4K (UHD) và quay siêu chậm.